# Дон Реви
Доналд Джордж Реви, по-известен като Дон Реви (на английски: Donald George 'Don' Revie) е бивш английски футболист и треньор, роден на 10 юли 1927 г. в Мидълзбро, починал на 26 май 1989 г. в Единбург, Шотландия. Като треньор на Лийдс Юнайтед извежда отбора до много национални и международни успехи, като това време се счита за Златните години на Лийдс. Той е Офицер на Ордена на Британската Империя.
Доналд Реви е един от седмината (към февруари 2012 г.) мениджъри, печелили английското първенство, ФА Къп и Купа на Лигата.

## Кариера като играч
Реви започва кариерата си в Лестър Сити през 1944 г. След пет години преминава за 20.000 паунда в Хъл Сити. Най-големите си успехи като футболист Реви постига в Манчестър Сити, където пристига през 1951 г. за 25.000 паунда. Печели ФА Къп и още веднъж играе финал в този турнир. През 1955 г. е избран за футболист на годината от Асоциацията на футболните журналисти. На него е кръстена успешната схема на игра Планът на Реви, при която той в ролята си на централен нападател е изтеглен по-назад и започва атаките на отбора от центъра на терена, като по този начин принуждава охраняващият го централен защитник да напусне позицията си. По-късно той преминава в Съндърланд (за 22.000 паунда) и Лийдс (за 12.000 паунда).

## Кариера като треньор
Реви е в края на своята кариера като футболист през 1961 г. и оценявайки своите шансове за мениджърска кариера като нелоши моли доректора на клуба Хари Рейнолдс за препоръки за свободното място в Борнмът. Преди да му ги даде, Рейнолдс осъзнава, че клуба ще изгуби ако Реви напусне и след два дни Дон Реви е обявен за новия мениджър на Лийдс. Реви губи първия си мач като играещ треньор и успява да спечели едва един мач до края на сезона. Въпреки фунансовата криза отборът успява да се спаси от изпадане в Английска трета дивизия с победа в последния кръг. Когато започва първия пълен сезон като треньор, той е изправен пред предизвикателството да работи със същите играчи, които с апатията си почти докарват изпадане на отбора. В отбора са Джек Чарлтън и Били Бремнър, но поради недостиг на пари от младежкия отбор са привикани Гари Спрайк, Пол Рийни, Тери Купър, Норман Хънтър и Джими Грийнхоф. Впоследствие към Лийдс се присъединяват Джон Чарлс, Джони Джайлс, Робърт Колинс, Джим Стори и дебютиралият едва на 15 години и 289 дни Питър Лоримър. Всички тези играчи са ядрото на отбора, който се превръща в една от силите на английския футбол в следващото десетилетие. Едно от най-известните действия на Реви по онова време е да смени старите синьо-жълти екипи на Лийдс с чисто бели, гледайки от Реал (Мадрид). Въпреки че изглежда доста арогантно, това е част от плана на Реви да накара изграчите си, а и съперниците да повярват, че Лийдс не са просто отбор-пълнеж из различните дивизии. През 1963 г. е спечелена титлата във Втора английска дивизия и промоция за Първа. Още следващата година Лийдс става вицешампион на Англия и играе финал за ФА Къп. Средват нови успехи — две шампионски титли, една ФА Къп, една Купа на лигата, две Купи на панаирните градове, финал за КНК, още един за Купата на панаирните градове и още два за ФА Къп. Три пъти е избран за Треньор на годината — през 1969, 1970 и 1972.
Напуска Лийдс през 1974 г., за да поеме националния отбор на Англия, но там не успява да повтори успехите си. Не успява да класира отбора на Евро 1976. Освен това е критикуван за непопулярната сред феновете смяна на производителя на екипите на националния отбор с фирмата Адмирал, с която има връзки.
В периода 1977 - 1985 г. е треньор в Близкия изток, но се завръща в Англия, защото по това време съпругата му е болна.

## Успехи

### Като футболист
Лестър Сити
- ФА Къп
  - Финалист: 1949

 Манчестър Сити
- ФА Къп
  - Носител: 1956
  - Финалист: 1955

- Футболист на годината: 1955

### Като треньор
Лийдс Юнайтед
- Купа на европейските шампиони
  - Полуфиналист: 1970
- Купа на панаирните градове
  - Носител: 1968, 1971
  - Финалист: 1967
  - Полуфиналист: 196
- Мач за определяне на вечния носител на Купата на панаирните градове преди замяната ѝ с Купата на УЕФА
  - Финалист: 1971
- Купа на носителите на купи
  - Финалист: 1973
- Първа английска дивизия
  - Шампион: 1969, 1974
  - Вицешампион: 1965, 1966, 1970, 1971, 1972
- Втора английска дивизия
  - Шампион: 1964
- ФА Къп
  - Носител: 1972
  - Финалист: 1965, 1970, 1973
  - Полуфиналист: 1967, 1968
- Купа на футболната лига
  - Носител: 1968
- Чарити Шийлд
  - Носител: 1969

 Ал-Насър
- Саудитска висша лига
  - Шампион: 1981
- Купа на краля
  - Носител: 1981

 Ал-Ахли
- Африканска кепа на носителите на купи
  - Носител: 1985
- Египетска висша лига
  - Шампион: 1985
- Купа на Египет
  - Носител: 1985

- Треньор на годината: 1969, 1970, 1972